# 펜티엄 D
펜티엄 D(Pentium D)는 넷버스트 마이크로아키텍처를 장착한 듀얼 코어 64비트 x86 프로세서이자 펜티엄 4 프레스콧과 더불어 펜티엄 시리즈가 인텔의 주력 브랜드가 되었던 마지막 CPU이다. 각 CPU는 두 개의 싱글 코어 다이로 이루어져 있다. 이 브랜드의 첫 프로세서의 코드 이름은 스미스필드(Smithfiled)였으며 2005년 5월 25일에 인텔에 의해 공개되었다. 9개월 뒤 설계상 큰 차이는 없었으나 프레슬러(Presler)가 그 뒤를 이었다.
아래에서 언급하고 XE는 익스트림 에디션(eXtreme Edition)의 준말이다.

## 펜티엄 D/익스트림 에디션
| 인텔 펜티엄 D 프로세서 계열         | 인텔 펜티엄 D 프로세서 계열 | 인텔 펜티엄 D 프로세서 계열 |
| 데스크톱                            | 데스크톱                    | 데스크톱                    |
| 코드명                              | 제조 공정                   | 출시일                      |
| ----------------------------------- | --------------------------- | --------------------------- |
| 스미스필드 프레슬러                 | 90 nm 65 nm                 | 2005년 5월 2006년 1월       |
| 스미스필드 XE 프레슬러 XE           | 90 nm 65 nm                 | 2005년 5월 2006년 1월       |
| 인텔 펜티엄 D 마이크로프로세서 목록 |                             |                             |

듀얼 코어 CPU는 다중 스레드 응용 프로그램과 잘 동작한다. (특히 사진과 영상 편집, 랜더링, 영상과 데이터 압축 등) 대부분의 게임을 포함한 일반 스레드 응용 프로그램들은 동등 클럭의 싱글 코어 CPU를 넘어서 듀얼 코어 CPU의 두 번째 코어으로부터의 이득을 얻지 못한다. 그럼에도 불구하고 듀얼 코어 CPU는 각 프로그램 프로세스가 다른 코어에서 실행할 수 있기 때문에 눈에 띄는 렉이 없는 게임 클라이언트와 서버 프로세스를 실현하기 좋다. 그뿐 아니라 다중 스레드 게임은 듀얼 코어 CPU의 이점을 활용할 수 있다.
2008년 기준으로 수많은 비즈니스와 게임 응용 프로그램은 다중 코어에 최적화되어 있다. 멀티태스킹 환경에서 바이러스 검사 소프트웨어가 다른 프로그램의 백그라운드에서 실행 중이거나 CPU에 부담을 많이 주는 여러 개의 응용 프로그램이 동시에 실행될 경우 펜티엄 D 프로세서의 각 코어는 다른 프로그램을 다룰 수 있어서 싱글 코어인 펜티엄 4보다 높은 성능을 낼 수 있다.

### 스미스필드(Smithfield, 90nm)
스미스필드(Smithfield)는 인텔이 데스크톱 컴퓨터를 위해 고안한 최초의 x86 듀얼 코어 마이크로프로세서였다. 2005년 5월에 90나노미터 공정의 코어로 출시되었다.

### 프레슬러(Presler, 65nm)
2006년 1월, 65나노미터 공정으로 제작된 펜티엄 D의 마지막 코어이자 넷버스트 마이크로아키텍처로 설계된 마지막 프로세서 코어이다. 모든 모델이 EM64T, XD 비트를 지원하였고 일부 모델은 추가로 VT (9x0 모델), EIST을 지원하였다 (스테핑 C1, D0인 펜티엄 D). TDP는 920,930 모델은 95W, 스테핑 B1 940이상 모델은 130W, 스테핑 C1, D0 모델과 모든 9x5 모델은 95W였다.
2006년 1/4 분기에 2x2 MB L2 캐시를 채용하였으며 915, 920, 925, 930, 935, 940, 945, 950, 960 모델(각각 2.8, 2.8, 3.0, 3,0, 3.2, 3.2, 3.4, 3.4, 3.6 GHz 클럭 속도)이 출시되었다.

### 스미스필드 XE(Smithfield XE, 90nm)
'스미스필드 XE'는 펜티엄 익스트림 에디션으로 2005년 5월에 90나노미터 공정의 코어로 출시되었다. 2005년 봄에 인텔 개발자 포럼에서는 펜티엄 4 익스트림 에디션과 혼동하지 말 것을 언급하였다. 처음에 2005년 초에 840 모델로 3.20 GHz로 출시되었으며 당시 최고 가격이 999.99 달러(OEM 버전)였으며 소매 버전은 1,200 달러였다. 익스트림 에디션 840을 지원하는 유일한 칩셋은 인텔의 955X, 엔비디아의 엔포스4 SLI 인텔 에디션, ATI 레이디언 익스프레스 200 칩셋이었다. 인텔 945 시리즈의 펜티엄 EE의 CPU는 하이퍼 스레딩을 지원하지 않는다.

### 프레슬러 XE(Presler XE, 65nm)
프레슬러 XE는 펜티엄 익스트림 에디션으로 2006년 1월에 65나노미터 공정의 코어로 출시되었다. 처음 소개된 955 모델은 3.46 GHz 속도의 1066 MT/s FSB를 지원하였으며 이는 800 MT/s를 지원하던 다른 비 익스트림 모델과 대조된다. 두 번째 버전은 965 모델로 3.73 GHz의 속도로 출시되었다. 그러나 오버클럭을 하는 수많은 사용자들은 단순히 CPU 배수를 풀어서 4.26 GHz까지 오버클럭을 할 수 있었다.(단 오버클럭을 하려면 반드시 사제 쿨러를 달아야 한다.)
프레슬러 익스트림 에디션은 인텔 975X 칩셋만 지원한다. i975X는 ICH7R 사우스브리지의 기능을 제공하며 소켓 T (LGA 775) 펜티엄 4, 펜티엄 D, 펜티엄 EE 프로세서를 모두 지원하였다.
참고로 기가바이트 테크놀로지는 P35, P45등 거의 모든 3x, 4x계열 제품에서 펜티엄 익스트림 에디션을 지원하고 있다. 따라서 해당 제품을 보유한 사용자는 지금도 이 CPU를 작동시켜 볼 수 있다. 단, CPU의 수급 문제는 논외로 한다.(구하기도 어렵고 성능에 비해 비싸다.)

### 펜티엄D의 단점
스미스필드는 프레스캇 코어를 2개를 내장하고 프레슬러는 시더밀 코어를 2개 내장했을 뿐 특별한 변화가 없었기 때문에 외면을 받았다. 두 개의 코어가MCM(multi-chip module)구조였기 때문에 L2캐시를 공유하지 못하면서(4MB의 L2캐시를 2MB씩 나눠 가졌다.)코어간의 병목 현상이 발생하였고 넷버스트 아키텍처로 제작되어서 발열도 심했기 때문에 무늬만 듀얼코어라는 비난을 많이 받았다. 이후에 발열 문제를 개선하고 L2캐시를 공유하게 만들어진 코어2듀오(또는 쿼드, 익스트림)로 대체되었다.